# フリガ (小惑星)
フリガ (77 Frigga) は、小惑星帯に位置する大きな小惑星の一つ。M型小惑星に属し、金属でできていると推定される。1862年11月12日にアメリカ合衆国の天文学者、クリスチャン・H・F・ピーターズ (Christian Heinrich Friedrich Peters) により発見された。北欧神話の女神フリッグにちなみ命名された。